# Рафаило Банатски
Преподобни Рафаило Банатски-Хиландарац је православни српски светитељ.
Живео је у 16. и 17. веку. Као хиландарски монах је упућен по послушању у хиландарски метох (црквено имање) у Банату.
Дошавши у Банат, Рафаило је подигао колибу од трске, на месту где се данас налази Црква Ваведења Пресвете Богородице, у делу данашњег Зрењанина познатог као Граднулица. То место се од давнина звало „Манастир“.

## Историјски подаци
Преподобни Рафаило Банатски је по традицији Србин из Баната. Зрењанински прота Милош Поповић је сматрао да Рафаило потиче из околине и да је прво био монах у оближњем манастиру Дреновцу. Из Баната је отишао на Свету Гору, и подвизавао се у манастиру Хиландару. Под старе дане је по послушању кренуо у родни крај, и населио се у порти бечкеречке Ваведењске цркве у селу Градна улица. Није се могао вратити у манастир Дреновац, јер је исти у међувремену замро и био сасвим уништен. При Ваведењском храму је 1666. године такође постојао "манастир" (метох манастира Хиландара) са двема монахињама. Ту су прешли око 1700. године бивши дреновачки калуђери. На том месту, са "домом" састављеном од две монашке ћелије, живео је потом и умро монах Рафаило.
Рафаило Банатски је наводно прво био настањен у хиландарском метоху званом Бакабош, који се налазио у банатском кадилуку, југоисточно од Бечкерека. Касније се преселио у код цркве у село Градну улицу, где се у порти подвизавао у тршчаној колиби. Ту се бавио исцелитељством верника који су га походили тражећи лека.
Не зна се тачно када је старац Рафаил преминуо, али му је сачуван гроб, на коме је подигнута капела шестоугаоног изгледа, поред олтара цркве посвећене Ваведењу Пресвете Богородице. Капела посвећена Преподобном Рафаилу банатском — Хиландарцу, старија је од цркве, која је 1826. године саграђена над темељима једног старијег храма.
Сачувана је и једна икона са ликом светог Рафаила, која се данас чува у манастиру Хиландару. На полеђини иконе је натпис: „Овај свети Рафаил, родом Србин, свештеномонах хиландарски, послан на пут у манастирско послушање у Банат, и тамо се представи, прослави га Бог чудотворењем од чесних његових моштију онима који му долазе са вером.“

## Култ
Верници су некад а и данас долазили у капелу подигнуту са јужне стране уз Ваведењски храм у зрењанинском кварту Граднулици. Болесници ту и преноће, а за излечење чита им се Рафаилова молитва. По предању он је за живота био надалеко познат, испосник и видар, а након његове смрти и светитељске мошти постале су чудотворне. На гроб Преподобног Рафаила су долазили многи верници, тражећи помоћ и доносећи на његов гроб многе заветне (вотивне) дарове.
У банатском селу Хајдучици је 1985. године владика Амфилохије Радовић почео да гради православни манастир Св. Рафаила. Нови манастир у Банату посвећен је Рафаилу Банатском. Било је то последица канонизације Преподобног Рафаила банатског, две деценије раније. Парохијски храм у Хајдучици посвећен Св. арханђелу Михаилу подигнут 1939. године као задужбина земљопоседнице Олге Јанковић (кћерке Лазара Дунђерског), узет је за богомољу новог манастира, на том месту.
Постоји издавачка библиотека "Преподобни Рафаило Банатски" у Вршцу. У Зрењанину је деведесетих година 20. века при Успенској цркви био отворен "Духовни центар Преподобни Рафаило Банатски", са читаоницом и клубом, где су одржаване културне и духовне активности. Било је ту у згради Црквене општине стециште књижевника, уметника, верника. Ту је формирано и истоимено мушко Певачко друштво.
Калуђер хиландарски Рафаило канонизован је за свеца по одлуци Светог Архијерејског сабора Српске православне цркве, 1965. године. Српска православна црква га данас прославља 16/29. августа, под именом Преподобни Рафаило Банатски.